# Le Travail et la Pilule
Pour plus de détails, voir Fiche technique et Distribution.
Le Travail et la Pilule (Work Is a Four-Letter Word) est une comédie britannique réalisée par Peter Hall et sortie en 1968. 
Il s'agit d'une adaptation de la pièce de théâtre Eh? de Henry Livings (en), créée en 1964. La plupart des acteurs du film sont issus de la Royal Shakespeare Company.

## Synopsis
Tout son entourage est employé par la société ultramoderne DICE Corporation, mais Valentine Brose préférerait rester chez lui pour s'occuper de ses champignons psychédéliques. Cependant, sa chambre est trop petite et sa fiancée Betty Dorrick veut qu'il s'installe. Brose cherche donc un emploi dans la chaufferie de DICE, un environnement propice à la culture de ses champignons.
L'intrigue décrit ses tentatives pour obtenir le poste et les conflits avec les cadres moyens, notamment la responsable du personnel, Mme Murray. Après l'avoir obtenu, Brose est plus intéressé par ses champignons que par l'entretien de la chaudière, ce qui entraîne des conséquences imprévues, notamment une importante coupure d'électricité. La chaufferie contient un ordinateur qui, vers la fin du film, tombe également en panne.
Brose finit par épouser Betty, mais il préfère qu'elle s'occupe de la chaufferie pour qu'il puisse se concentrer sur son premier amour, les champignons. Il finit par se détraquer et le film se termine avec Brose et Betty qui chargent un landau de champignons et s'échappent.

## Fiche technique
- Titre italien original : Work Is a Four-Letter Word[1]
- Titre français : Le Travail et la Pilule[2]
- Réalisateur : Peter Hall
- Scénario : Jeremy Brooks (en) d'après la pièce Eh? d'Henry Livings (en)
- Photographie : Gilbert Taylor
- Montage : Jack Harris
- Musique : Guy Woolfenden (en), Delia Derbyshire
- Décors : Philip Harrison
- Costumes : Ruth Myers
- Production : Harold Haysom, Thomas Clyde
- Société de production : Cavalcade Films
- Pays de production :  Royaume-Uni
- Langue originale : anglais britannique
- Format : Couleurs par Technicolor - Son mono - 35 mm
- Durée : 93 minutes
- Genre : Comédie
- Dates de sortie :
  - Royaume-Uni : 7 juin 1968 (Londres)
  - France : 20 décembre 1968

## Distribution
- David Warner : Valentine Brose
- Cilla Black : Betty Dorrick
- Zia Mohyeddin : Dr. Aly Narayana
- David Waller : M. Price
- Elizabeth Spriggs : Mme Murray
- Alan Howard (en) : révérend Mort
- Jan Holden : Mme Price
- Tony Church : M. Arkwright
- Joe Gladwin : Pa Brose
- Julie May : Mme Dorrick
- Derek Royle : Briggs
- John Steiner : Anthony
- Cyril Cross : Commissaire
- Clifford Rose : Greffier du bureau d'état civil
- Paul Dawkins : Gardien de centrale électrique
- Tommy Godfrey : M. Thacker